# 크리스 브런트
크리스토퍼 브런트(Christopher Brunt, 1984년 12월 14일, 북아일랜드 벨파스트 ~ )은 북아일랜드 출신 은퇴한 축구 선수이다. 포지션은 왼쪽 윙어 또는 공격형 미드필더로 활약했다.